# Tomingaj
Tomingaj falu Horvátországban Zára megyében. Közigazgatásilag Gračachoz tartozik.

## Fekvése
Zárától légvonalban 54, közúton 70 km-re, községközpontjától 6 km-re északra, Lika déli részén, a Zágrábot Splittel összekötő 1-es számú főút mellett fekszik.

## Története
A település nevét az 1750 -ben itt született Tomo Budisavljevićről kapta, aki világhírű szerb tudós Nikola Tesla dédapja volt. Itt született 1822-ben a nagy tudós édesanyja Georgina Đuka Tesla (született Mandić) is. A településnek 1857-ben 1093, 1910-ben 1256 lakosa volt. Az első világháború után előbb a Szerb-Horvát-Szlovén Királyság, majd Jugoszlávia része lett. 1991-ben a falunak már csaknem teljes lakossága szerb nemzetiségű volt. Lakói még ez évben csatlakoztak a Krajinai Szerb Köztársasághoz. A horvát hadsereg 1995 augusztusában a Vihar hadművelet során foglalta vissza a települést. Szerb lakói elmenekültek. A településnek 2011-ben 26 lakosa volt.

## Lakosság
| Lakosság változása | Lakosság változása | Lakosság változása | Lakosság változása | Lakosság változása | Lakosság változása | Lakosság változása | Lakosság változása | Lakosság változása | Lakosság változása | Lakosság változása | Lakosság változása | Lakosság változása | Lakosság változása | Lakosság változása | Lakosság változása |
| ------------------ | ------------------ | ------------------ | ------------------ | ------------------ | ------------------ | ------------------ | ------------------ | ------------------ | ------------------ | ------------------ | ------------------ | ------------------ | ------------------ | ------------------ | ------------------ |
| 1857               | 1869               | 1880               | 1890               | 1900               | 1910               | 1921               | 1931               | 1948               | 1953               | 1961               | 1971               | 1981               | 1991               | 2001               | 2011               |
| 1.093              | 1.470              | 1.039              | 1.291              | 1.366              | 1.256              | 1.197              | 1.226              | 761                | 616                | 539                | 432                | 269                | 292                | 21                 | 26                 |